# Pharos (Mantel)
Das Pharos (altgriechisch τό φᾶρος tó pháros; Neutrum) war eine Art des Mantels der griechischen Antike.
Der Begriff bezeichnete zunächst jedes große Stück Tuch oder Leinwand und ist bereits in Ilias und Odyssee Homers nachzuweisen. Insbesondere ist das Pharos ein weiter, ärmelloser Mantel, den Männer, aber auch Frauen wie Kalypso und Kirke ab homerischer Zeit über dem Chiton trugen. Auch in klassischer Zeit war diese Art des Mantels ein Kleidungsstück der Frauen.
Hergestellt wurde es aus einem leichten Leinen, das als glatte, ungeschnittene und ungenähte Stoffbahn getragen wurde. Wegen des Materials war es als luxuriös angesehen und Kennzeichen eines vornehmen Standes. Das eigentlich weiße, leinenfarbene Pharos wurde in kostbaren Ausführungen in Purpur gefärbt. Mit der Zeit, bereits bei Homer einsetzend, verschmolz die Bedeutung mit dem Begriff Chlaina, beide konnten synonym gebraucht werden. Schließlich war Pharos nur noch ein von Dichtern verwendetes Wort für einen Mantel. So ist in der Anthologia Palatina ein Epigramm des Dichters Antipatros von Thessalonike erhalten, das eine in ein Pharos gehüllte Statue der Phemonoë beschreibt.
Der um die Mitte des 6. Jahrhunderts v. Chr. wirkende Pharos-Maler erhielt seinen Notnamen aufgrund der mehrfachen Darstellung des Pharos in seinem Werk.